# پیلینن کارلیا
پیلینن کارلیا زیرمجموعه‌ای از کارلیای شمالی و یکی از ناحیه‌ها در فنلاند از سال ۲۰۰۹ است.

## شهرداری‌ها
| نشان ملی          | شهرداری      |
| ----------------- | ------------ |
| Lieksan vaakuna   | لیئکسا (شهر) |
| Nurmeksen vaakuna | نورمس (شهر)  |